# Académie royale de peinture et de sculpture

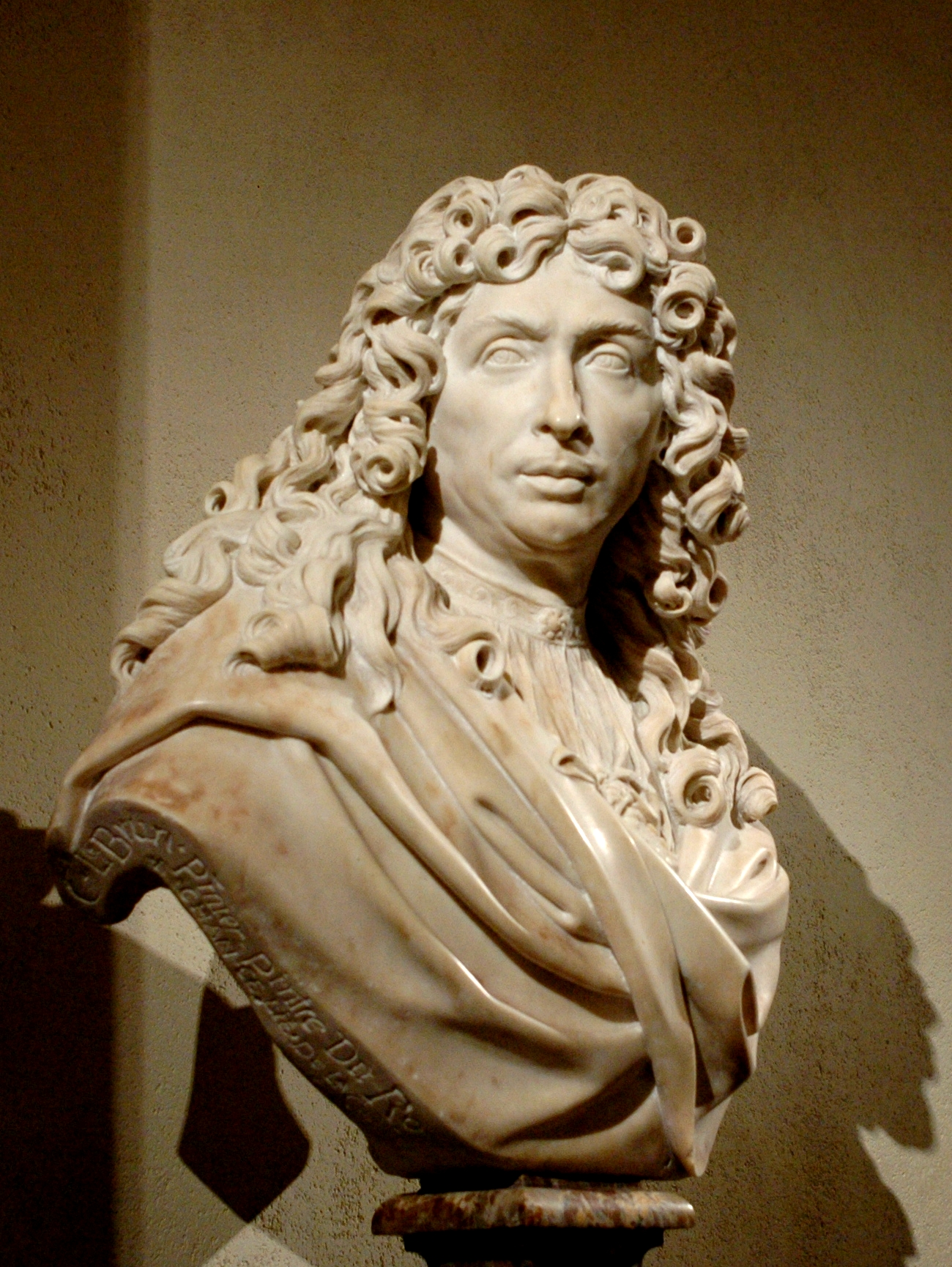
Charles Le Brun

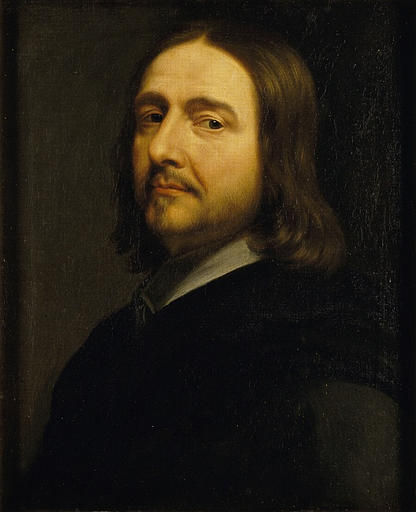
Philippe de Champaigne

De Académie royale de peinture et de sculpture (Koninklijke Academie voor Beeldhouw- en Schilderkunst) was een Franse staatsacademie die instond voor de ontwikkeling van de beeldhouw- en schilderkunst in de 17e en 18e eeuw.

## Oprichting en vroege geschiedenis
De koninklijke academie werd in 1648 opgericht door Lodewijk XIV ten behoeve van een paar meesters zoals Philippe de Champaigne en Charles Le Brun. Hiermee wilde hij de kunst losmaken van de oude Sint-Lucasgilden.
Alles bleef zuiver artistiek totdat Colbert gebruik maakte van de kunstenaars om ze in staatsdienst te nemen. Colbert werd in 1633 viceprotecteur en Charles Le Brun, zijn favoriete schilder, werd tot directeur benoemd.
Aan de academie werden in feite artiesten aan de lopende band opgeleid om in dienst van de staat te treden. Omdat academisten veel opdrachten kregen van het hof en de overheid, is hun nalatenschap zeer groot. Allerlei kunstvoorwerpen werden er vervaardigd, van schilderijen tot meubilair en wandtapijten, waarvan veel bestellingen rechtstreeks voor het hof in Versailles waren bestemd. Dankzij de expertise stond de academie aan de wieg van verschillende Franse stijlen.

## Bestuur en lidmaatschap
De academie werd bestuurd door een directeur, die was verkozen door de leden en toevallig altijd de favoriete schilder van de koning.
Als lid van de academie had men een sociale status die niet iedereen was gegund. Leden werden door een toelatingsproef (meesterproef) toegelaten, de selectie was behoorlijk streng en werd bekroond met de Prijs van Rome. Eenmaal lid was men automatisch hofleverancier. In 1793 telde het instituut ongeveer 90 leden.

## Exposities

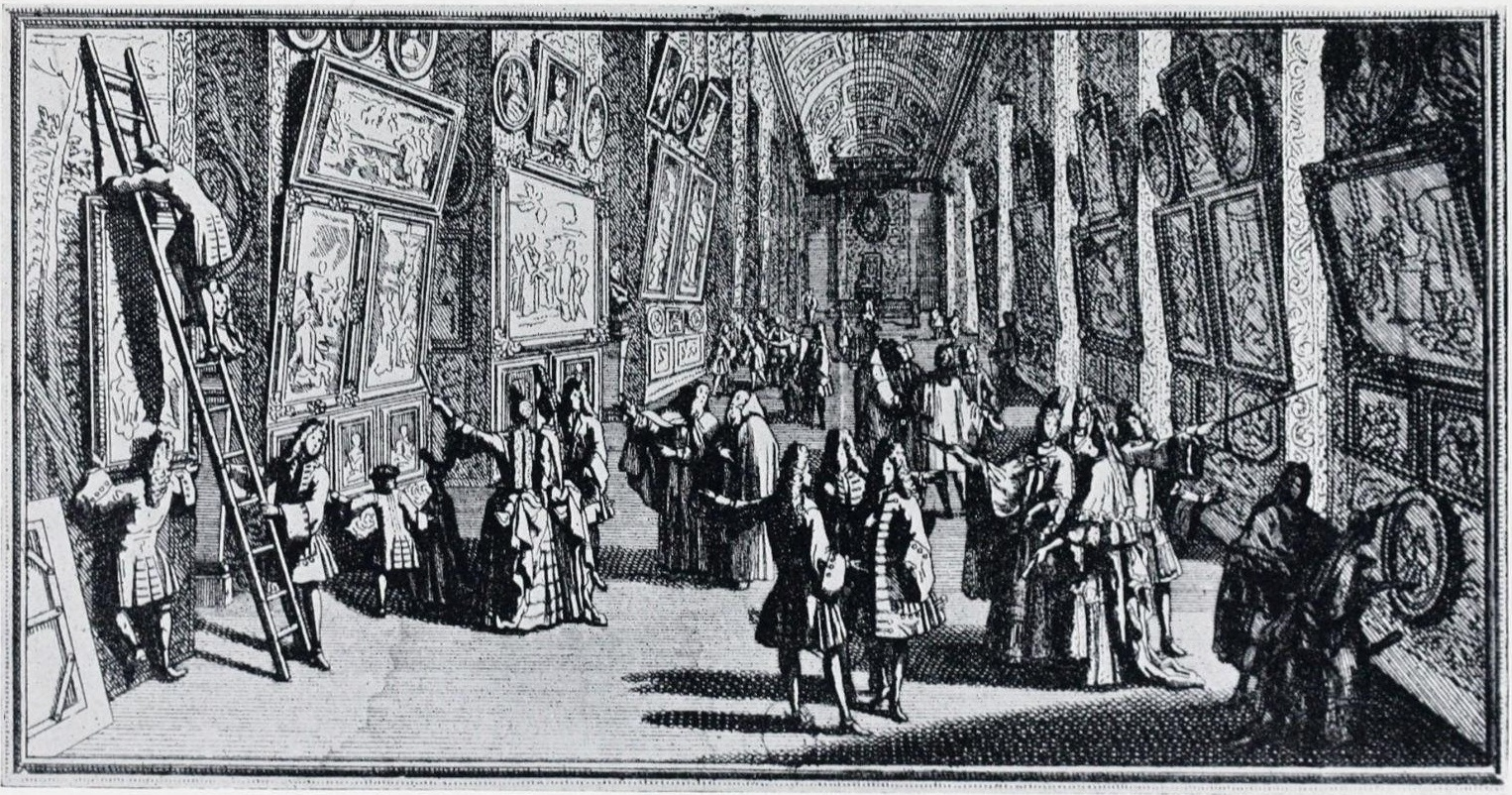
Nicolas Langlois, Expositie in het Louvre in 1699, 1700

Vanaf 1667 werden de winnende werken tentoongesteld in het Apollosalon in het Louvre, de hovelingen konden ze daar rustig bewonderen. Later zouden deze salons de maatstaf worden van het mondaine leven.

## Fusie
In 1816 werd de academie met twee andere academies samengevoegd tot de Académie des Beaux-Arts die tegenwoordig deel uitmaakt van het Institut de France.